# たまのこしかけ
『たまのこしかけ』は、荻野眞弓による日本の4コマ漫画作品。『まんがタイムスペシャル』（芳文社）にて2006年6月号より2012年7月号まで作者の出産・育児に伴う休載期間を2回挟み連載。

## あらすじ
35歳の腰掛けOL・たまこと、彼女の周囲をコミカルに描く。

## 登場人物
苗字は埼京線の駅にちなんだものが多い（作者は沿線である埼玉県戸田市出身）。
赤羽珠子（あかばね たまこ）
35歳。作中では「たまこ」と表記されることが多い。さいたま新都心をモデルとした地域にある、某総合電機メーカーに勤める一般職のOL。所謂「腰掛けOL」として入社したつもりだが、入社15年目でいまだ独身。しかしあまり気にせずマイペースに生きる性格で、親も最近は何も言わなくなったらしい。鉄道マニアで、リフレッシュ法は時刻表やダイヤグラムを駆使した「妄想鉄道旅行」。実際に鉄道での旅行に出かける「乗り鉄」でもある。後述のブログによれば、好きな車両はE954系でネコ耳（空力ブレーキ部が好きらしい。趣味を生かし他社員の出張時の切符手配はお手の物で、おすすめのグルメや観光スポットまで紹介するほど。クライマックスでは36歳の誕生日に乗車予定の豪華寝台特急「カシヨペア（カシオペアの捩り）」の切符を取り、列車に一緒に乗る「旦那」を探そうとする。
一人暮らし歴17年。弟がいる。 名前は赤羽駅から。
ゴン太（ゴンた）
たまこの飼い猫。会社の黙認で、職場に連れて来ている。他社員からは「グチの相手」「枕代わり」といった扱いをされている。たまこの旅のお供でもある。
川越美貴（かわごえ よしたか）
35歳。福岡県出身。たまこの上司（係長）。女装が趣味で、会社内でも女装しているがたまこ以外の同僚は「本当は男」であることは知らない。「女装美人」で、それを知らない他男性にナンパされることもある。自称は名前を音読みから「ミキティ」。入社当時は女装していない「イケメン」で社員証の写真は男性姿で撮影されている、スネ毛は当時から既に剃っていた。たまことは腐れ縁で、旅行などでも一緒のことが多い。家事はまるでダメ。学生時代はワンダーフォーゲル部に所属。
名前は川越線直通で埼京線の電車が乗り入れる川越駅から。
十条（じゅうじょう）
たまこの会社の研究所に勤務する青年。下の名前は不詳だが、元彼女からは「トモ」と呼ばれていた。コンピュータやネットワークに関する研究を行なっているが、内容は「世界を狙える」すごいものらしい。年齢は不詳だが、たまこより若い。無精者で身なりには無頓着。性格は天然キャラ、ルックスは爽やか系イケメンだが、初登場時は髪がボサボサで無精ひげだった。たまこと知り合った後に、毎日弁当を作ってもらうことになった。たまこは彼を「異性」として意識することも多いが、十条には「弁当を作ってくれる餌付け親」という存在でしかない。作の途中からアメリカに長期出張している。
名前は十条駅から。
渋谷（しぶや）
たまこの知り合いの鉄道マニアだが、主に鉄道車両の写真撮影が好きな「撮り鉄」である。カメラメーカーに勤務。川越のお気に入り。名前は渋谷駅から。
エミ
たまこの後輩のOL。仕事ができる川越を尊敬しており、理想の男性は「川越が男になったような人」。もちろん川越が男であることは知らない。後にある男性から告白を受けて気乗りしないままデートすることとなったが、たまこが勧めたデートコースのおかげもあってその彼と交際することとなり、最終的には婚約までこぎつけた。
大崎（おおさき）
川越の以前の上司で現在は独立している。渋い声の持ち主で、川越は陰で「エロボイス」と呼んでいた。川越を男と知らないまま、引き抜きを画策し、それ以上の関係を迫るが…。
名前は大崎駅から。
小松（こまつ）
2巻でたまことお見合いした相手。実は荻野が以前『まんがくらぶオリジナル』（竹書房）にて連載していた『踊る!恋愛道』からのゲストキャラ。見合い中にやはりこの作品の登場人物であるマリー（本名は「まりえ」）に連れ戻される。

## 書誌情報
- 荻野眞弓『たまのこしかけ』 芳文社〈まんがタイムコミックス〉、全3巻
  1. 2009年2月22日第1刷発行（2009年2月7日発売[5]）、ISBN 978-4-8322-6714-5
  2. 2011年5月22日第1刷発行（2011年5月7日発売[5]）、ISBN 978-4-8322-6964-4
  3. 2012年6月22日第1刷発行（2012年6月7日発売[5]）、ISBN 978-4-8322-5083-3